# 3157 Новиков
3157 Новиков (енгл. 3157 Novikov) је астероид главног астероидног појаса. Приближан пречник астероида је 29,79 ,
а средња удаљеност астероида од Сунца износи 3,155 астрономских јединица (АЈ).
Инклинација (нагиб) орбите у односу на раван еклиптике је 7,598 степени, а орбитални период износи 2047,118 дана (5,604 година). Ексцентрицитет орбите астероида износи 0,139.
Апсолутна магнитуда астероида износи 11,50 а геометријски албедо 0,050.
Астероид је откривен 25. септембра 1973. године.